# Juelz Santana

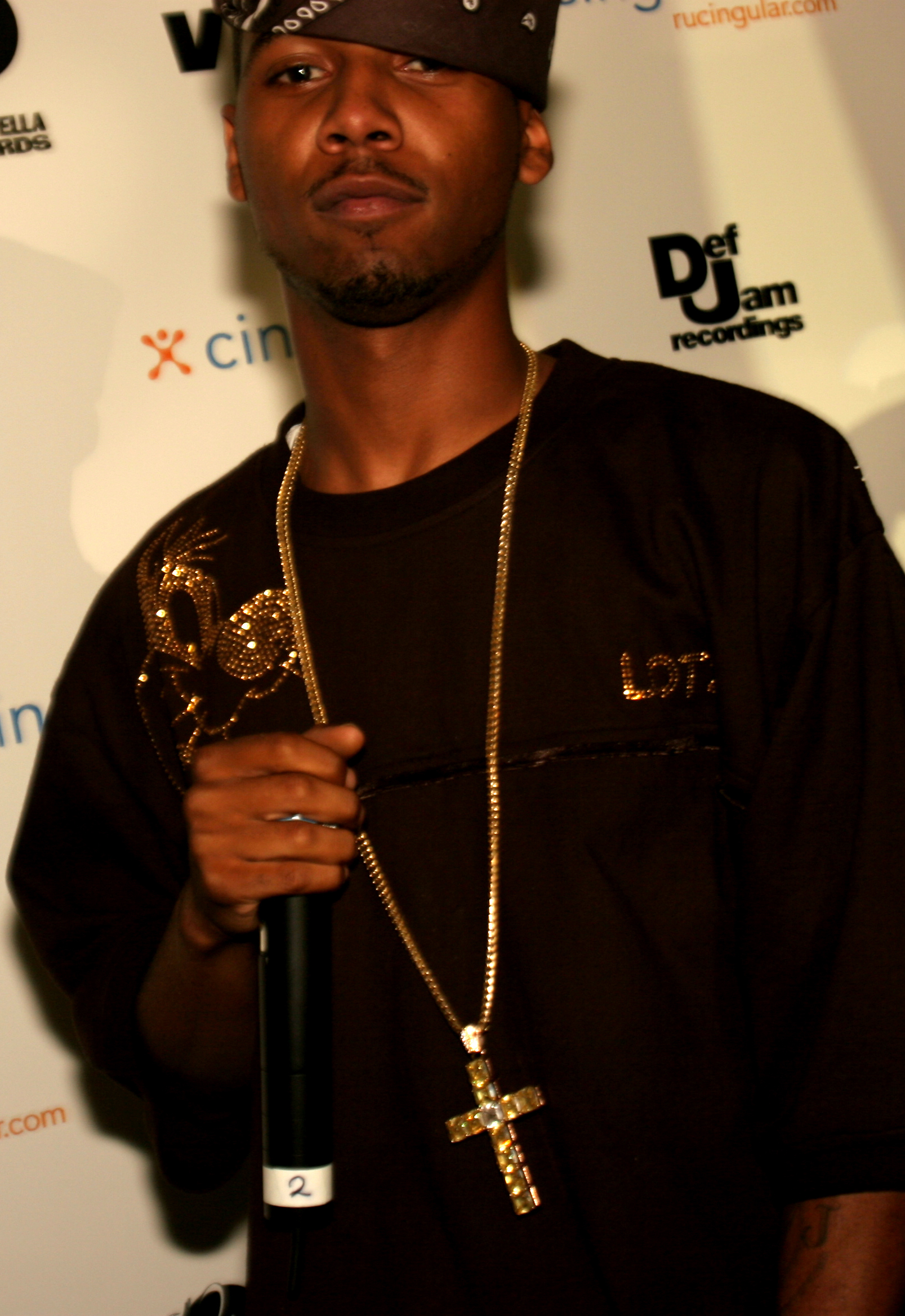
Juelz Santana

Juelz Santana, född som LaRon Louis James den 18 februari 1982 i Harlem, New York, är en amerikansk hiphopartist. Han är medlem i gruppen The Diplomats, tillsammans med bland andra Cam'ron. År 2010 arbetade Santana med albumet I Can't Feel My Face tillsammans med rapparen Lil' Wayne. 

## Diskografi
- From Me to U - 2003 (album)
- What the Game's Been Missing - 2005 (album)